# 피타고라스 평균
수학에서 피타고라스 평균은 전통적인 평균인 산술 평균(A), 기하 평균(G), 조화 평균(H)을 말한다. 각각은 아래와 같이 정의된다.
- {\displaystyle A(x_{1},\ldots ,x_{n})={\frac {1}{n}}(x_{1}+\cdots +x_{n})}
- {\displaystyle G(x_{1},\ldots ,x_{n})={\sqrt[{n}]{x_{1}\cdots x_{n}}}}
- {\displaystyle H(x_{1},\ldots ,x_{n})={\frac {n}{{\frac {1}{x_{1}}}+\cdots +{\frac {1}{x_{n}}}}}}

각 평균은 다음 성질을 가진다.
- 값 보존: {\displaystyle M(x,x,\ldots ,x)=x}
- 1차 동차함수: {\displaystyle M(bx_{1},\ldots ,bx_{n})=bM(x_{1},\ldots ,x_{n})}
- 교환 법칙: {\displaystyle M(\ldots ,x_{i},\ldots ,x_{j},\ldots )=M(\ldots ,x_{j},\ldots ,x_{i},\ldots )} for any {\displaystyle i} and {\displaystyle j}.
- 평균 부등식: {\displaystyle \min(x_{1},\ldots ,x_{n})\leq M(x_{1},\ldots ,x_{n})\leq \max(x_{1},\ldots ,x_{n})}

이들 평균은 피타고라스 학파와 후대의 그리스 수학자에 의해 연구되었다.
이차 평균 {\displaystyle Q={\sqrt {\frac {x_{1}^{2}+x_{2}^{2}+\cdots +x_{n}^{2}}{n}}}}를 포함해서 평균 사이에는 다음 부등식이 성립한다:
{\displaystyle \min \leq H\leq G\leq A\leq Q\leq \max }
또한 등호는 모든 {\displaystyle x_{i}} 값이 같을 때에만 성립한다.

## 같이 보기
- 산술 기하 평균
- 멱평균